# Dumont (New Jersey)
Pour les articles homonymes, voir Dumont.
Dumont est un borough situé dans le comté de Bergen, dans l'État du New Jersey aux États-Unis. En 2010, sa population était de 17 479 habitants.

## Source de la traduction
- (en) Cet article est partiellement ou en totalité issu de l’article de Wikipédia en anglais intitulé « Dumont, New Jersey » (voir la liste des auteurs).